# Theodorella torus
Theodorella torus is een zakpijpensoort uit de familie van de Styelidae. De wetenschappelijke naam van de soort is voor het eerst geldig gepubliceerd in 1922 door Michaelsen.